# Червона книга Узбекистану
Черво́на кни́га Узбекиста́ну — офіційний державний документ Узбекистана, який містить анотований перелік рідкісних і перебувають під загрозою зникнення, видів тварини і рослинного світу в межах території Узбекистану, а також узагальнені відомості про поширення, сучасний стан цих видів, причини скорочення чисельності, і заходи щодо їх збереження і відтворення.
Занесені до Червоної книги Узбекистан а види рослин і тварин підлягають особливій охороні на всій території країни.

## Історія
Видання «Червоної книги Узбекистану», тоді ще як республіки СРСР було засновано в 1979-му, а видано в 1984 році. У нього було включено 163 види рідкісних і перебувають під загрозою зникнення дикорослих рослин і 63 види хребетних тварин.
У першу редакцію «Червоної книги Узбекистану» 1993 а було включено вже 301 вид рослин.
Воно було видане на узбецькій і російській мовах. У книзі були представлені назви кожного виду узбецькою, російською і латинською мовами, наведено відомості про скорочення ареалів, причини зменшення чисельності, інформація про заходи, що вживаються охорони, а також були дані карти поширення і зображення видів.
2003 року вийшло друком друге видання Червоної книги.
У 2006 році була видана третя редакція «Червоної книги рослин Узбекистану»
2010 року вийшло четверте видання «Червоної книги Узбекистану». У нього було включено 184 види тварин. З них 77 видів безхребетних (3 види кільчастих червів, 14 видів молюсків, 61 вид членистоногих), 18 видів риб, 16 видів плазунів, 48 видів птахів і 25 видів ссавців.
У той же час в Червону книгу Узбекистану не включені деякі види ссавців і птахів, які були наведені в Червоній книзі 1983 року. Деякі з них на території республіки мають досить стабільну чисельність (перегузня, пустельний горобець), інші ж види — розглядаються зараз як мігранти (лебідь малий, вечірниця велетенська, куон гірський) або їх присутність у фауні Узбекистану недостатньо вивчено (манул, тянь-шанський гірський баран). Також у книзі наведено список видів, які не знаходяться під загрозою зникнення в Узбекистані, але включених до Червоного списку Міжнародного союзу охорони природио. У книзі використовуються малюнки В. Л. Казенаса, А. В-А. Крейцберг, І. М. Мірабдуллаева, Н. Н. Кондакова і А. Н. Комарова, а також фотографії Е. А. Крейцберг-Мухіної, О. Г. Легезин і А. В. Єсипова.

## Природоохоронні категорії
- 0 — Мабуть, зниклі (не виявлених протягом, декількох років)
- I — Знаходяться на межі зникнення
- II — Рідкісні
- III — Скорочуються